# General National Maritime Transport Company
Die General National Maritime Transport Company (GNMTC; arabisch الشركة الوطنية العامة للنقل البحري, DMG aš-šarika al-waṭaniyya al-ʿāmma li-n-naql al-baḥrī) ist die staatseigene Reederei Libyens.
Die GNMTC wurde 1975 gegründet und hat ihren Hauptsitz in Tripolis sowie Zweigstellen in Malta und Hongkong. 
Die Flotte umfasst vor allem Rohöl-, Flüssiggas- und Chemikalien-Tanker verschiedener Größen bis Suezmax. Ein im Jahr 2010 als Phoenicia in Auftrag gegebenes Kreuzfahrtschiff der Fantasia-Klasse, bei dem angeblich der Einbau eines Aquariums für sechs Haie vorgesehen war, wurde aufgrund des 2011 ausgebrochenen libyschen Bürgerkriegs und dem Sturz der Regierung Muammar al-Gaddafis zunächst nicht fertiggestellt und 2012 aus finanziellen Gründen an MSC Cruises verkauft, die es im März 2013 als MSC Preziosa in Dienst stellte.